# 카진크
카진크(카자흐어: Қазмырыш, قازمىرىش, kk)는 외스케멘에 본사를 둔 카자흐스탄 최대의 아연, 납 및 귀금속 생산 회사이다. 일반 투자자는 글렌코어 인터내셔널 AG이다. Kazzinc의 주요 사업은 카자흐스탄의 동카자흐스탄주, 카라간다주 및 아크몰라주 지역에 있다. 2020년 자료에 따르면 Kazzinc는 20,000명 이상의 직원을 고용하고 있다.

## 배경
Kazzinc는 1997년 동카자흐스탄의 주요 광석 및 비철금속 생산 업체인 지랴놉스크(현재 알타이)의 지랴놉스크 납 복합단지, 레니노고르스크(현재 리더)의 레니노고르스크 폴리금속 복합단지, 우스트-카메노고르스크(현재 외스케멘)의 우스트-카메노고르스크 납 및 아연 복합단지가 합병하여 설립되었다. 세 생산 업체 모두 카자흐스탄 정부가 대주주였다. 합병 후 민간 부문에 매각되었고, 스위스 그룹 글렌코어 인터내셔널이 회사의 주요 투자자가 되었다.
북타르마 수력 발전소는 장기 조업권 계약에 따라 Kazzinc에서 운영한다.
Kazzinc는 외스케멘에 기반을 둔 토르페도 아이스하키 클럽의 일반 스폰서이다.

## 조직 구조
외스케멘
- 외스케멘 야금 단지
  - 아연 공장
  - 납 공장
  - 구리 공장
  - 귀금속 정제소

리더
- 리더 광산 및 정광 단지
- 리더 야금 단지
- KazzincMash 산업 단지
- Kazzinc-Shakhtostroy 산업 단지

알타이
- 알타이 광산 및 정광 단지

세레브랸스크
- 북타르마 수력 발전소

자이렘
- 자이렘 광산 및 정광 단지

콕셰타우
- 알틴타우 콕셰타우 Ltd

## 회사 경영진
자나트 잔보틴, Kazzinc Ltd 최고 경영자
다니야르 투르순쿨로프, 전환 담당 전무이사 (전 재무 책임자)
투라르벡 아제케노프, 야금 담당 전무이사
나리만 쿠아니셰프, 정부 관계 담당 전무이사
이고르 라도비치, 상업 담당 전무이사
안드레이 라자레프, 행정 담당 전무이사
안드레이 도브루모프, 전무 기술 이사
마르가리타 플라호트니코바, 기업 개발 담당 전무이사

## 영예 및 수상
Kazzinc는 카자흐스탄 대통령이 제정한 파리즈 국가상 5회 수상자이자 광석 및 금속 생산자를 위한 골든 헤파이스토스 국가상 8회 수상자이다.

## 사회 공헌
Kazzinc는 사업장이 위치한 지역의 사회 경제적 발전에 적극적으로 기여하고 있다. Kazzinc는 의료, 공공 교육, 스포츠 및 문화 기관을 후원하고, 사회 기반 시설에 투자하며, 외스케멘, 알타이, 리더, 콕셰타우 및 자이렘의 사회적 취약 계층을 지원한다.
다음 사회 시설의 건설은 Kazzinc의 후원을 받았다:
외스케멘
- 투기 스포츠 궁전;
- 올가 리파코바 육상 훈련 센터;
- 중앙 수영장;
- 테니스 센터;
- 아실 미라스 어린이 자폐증 센터;
- 보리스 알렉산드로프 스포츠 궁전 수리.

자이렘
- 중앙 모스크
- 커뮤니티 센터

리더
- 중앙 모스크

Kazzinc는 동카자흐스탄주의 여러 아동 보육원을 후원한다.
2019년 7월 Kazzinc는 대가족 지원 프로그램을 시작했다.
Kazzinc는 사업장이 위치한 지역 사회에 매년 약 KZT 110억(약 2,850만 달러)을 기부한다.
회사는 지역 주민들의 영웅적인 행동에 대한 지역 영웅상을 제정했다. 수상자는 여론 조사를 통해 선정된다.